# Sphecodes dilutus
Sphecodes dilutus är en biart som beskrevs av Cockerell 1936. Sphecodes dilutus ingår i släktet blodbin, och familjen vägbin. Inga underarter finns listade i Catalogue of Life.